# 英語名詞
英語中最大的單詞類別為英語名詞，它們可從不同單詞的數量和在典型文本中的使用頻率來展現出來。英語名詞共分為三大類，分別是普通名詞、專有名詞和代名詞。英語名詞的一個決定性特徵是它們能夠對數進行屈折變化，例如通過複數 - s語素。英語名詞主要充當名詞片語的中心詞，在子句層面上作為主語、賓語和謂語補語發揮原型作用。這些片語是唯一的英語片語，在結構上包括限定詞和前限定成分，添加了抽象的特定含義，例如確定性和接近性。與一般名詞一樣，英語名詞通常表示實物，但它們也表示動作（例如：get up and have a stretch）、特徵（例如：this red is lovely ）、空間關係（例如：closeness），以及甚乎所有的東西。總括然而，這些特徵將英語名詞與語言中的其他詞類，如形容詞和動詞區分開來。
就本文而言，英語名詞包含英語代詞，但不包括英語限定詞。 

## 分類
英語名詞分為普通名詞、專有名詞和代名詞三個分類，它們各有獨特的句法。 

### 專有名詞
專有名詞是其中一個字詞類別，例如December 、 Canada 、 Leah和Johnson等，都出現在專有名詞片語 (NP) 中， [2]然而並非所有專有名詞都包含專有名詞（例如， General Electric是專有名稱，但它並不包含專有名詞）。根據劍橋英語語法，專有名詞的核心是「通常被用作特定實體名稱的表達方式」。 一個顯注的專有名詞類別是分配給特定人物或動物的專有名稱（ 如：Elizabeth、Fido ），而其他專有名詞則包括特定地點（如：New Zealand、the United States of America）和機構（如：Cambridge University、the United Sates Senate）。雖然專有名詞可以由多詞結構成分實現出來，但專有名詞屬於英語中的詞級單位。因此，以Zealand作為例子，它是個專有名詞，而New Zealand雖然是一個專有名稱，但不是專有名詞。 
在英語中，專有名詞與一些普通名詞不同，它們通常不對比數量。英語中的大多數專有名詞都是單數形式，沒有複數形式，但有些專有名詞只有複數形式，沒有單數形式。例如，我們通常使用Michigan而不是Michigans，慣常使用Philippines而不是Philippine 。專有名詞與普通名詞的區別還在於，它們通常缺乏限定詞或限定詞對比。例如，我們通常期望Michigan，但不是a Michigan。雖然Bahama包括限定詞the，但限定詞通常不能變化（比較*a Bahama和*some Bahamas）。最後，專有名詞與普通名詞的不同之處在於它們通常不能被限制性修飾語修飾。 

在英語中，區分專有名詞和普通名詞的特徵不一定適用於專有名詞缺乏獨特指稱的罕見情況。例如，倫敦通常指的是一個獨特的地方，但如果有人想在兩個叫倫敦(London)的地方之間消除歧義，可能會將其複數化（你指的是哪個倫敦？Which of the Londons are you referring to?），添加限制性修飾語（你是指安大略的倫敦嗎？Do you mean the London in Ontario?）

### 代名詞
英語代詞是一個封閉的詞類，具有區別於普通名詞和專有名詞的各種特徵。與普通名詞不同的是，代詞大多是指稱性和隱喻性的原形。  例如，在「我喜歡你」(I like you)這個句子中，「我」(I) 和「你 」(you)是指代詞，它們的含義只能根據語境來理解。另一方面，在Tell Anne I want to talk to her這個句子中，her是隱喻式的，因為代詞的意義來自於它的先行詞（本例中為Anne）。

與普通名詞不同的是，英語代詞在大小寫（如I 、 me 、 mine ）、人稱（如I 、 you ）和性別（如he 、 she ）方面也有區別。儘管普通名詞和代詞在英語中都顯示數字區別，但它們的做法不同：普通名詞傾向於採用屈折結尾 (- s ) 來標記複數，但代詞通常不會。 （代詞one是個例外，如I like those ones 。 ) 英語代詞在接受從屬關係方面也比普通名詞更受限制。例如，雖然普通名詞通常可以在前面加一個定語（例如，汽車），而代詞則不能。
在英語會話中，代詞的出現頻率與其他名詞大致相同。在小說中，代詞約佔所有名詞的三分之一，而在新聞和學術英語中，代詞是名詞中的少數（<10%）。 

### 常見名詞
普通名詞的定義既不是專有名詞，也不是代名詞，它們是英語在中佔有最多數量，使用頻率也是最高的。
普通名詞可進一步分為可數名詞和不可數名詞。可數名詞可以將數字作為其限定詞（例如： -20 degrees, zero calories, one cat, two bananas, 276 dollars ）。這些名詞傾向於指定可單獨識別的實體，而不可數名詞則指定一個連續體或未分化的物質（ air, cheese, lots of gravel some water, enough heat ）。 可數和不可數的區別也會影響名詞可以出現的其他限定詞：單數可數名詞可以出現在a但不是some （例如，a chair，但通常不是*some chair ），而非可數名詞可以出現在some，而不是a （例如：some furniture 但不是*a furniture ）。 許多普通名詞既有可數意義也有不可數意義。例如，beer在she was drinking beer中具有非計數意義，但在she drank another beer中具有計數意義。

## 形態學

### 轉折
英語名詞的一個決定性屬性是它們能夠進行數量轉折（即單數或複數）。 [9] 除了數量之外，英語代詞還可以進行大小寫轉折，這是一些名詞片語(NPs)共享的特徵（見下文關於大小寫的討論），但不是普通名詞本身。 [10]

#### 常見名詞
英語中的普通名詞沒有什麼轉折語態，只對數量進行轉折。在現代英語寫作中，複數通常是用-s語素構成的，它可以在語音上實現為/s/、/z/或/əz/。例如，單數名詞cat、dog和bush的複數分別為cats（s=/s/）、dog（s=/z/）和bushes（es=/əz/）。不規則的是，英語名詞以其他方式被標記為複數，往往繼承了英語的舊形式或它們所借用的語言的複數形態。來自古英語的複數形式是由元音變異（如foot/feet），添加-en（如ox/oxen），或完全不做改變（如this sheep/those sheep）而產生的。英語還從各種語言中借用了借詞的複數形式，如拉丁語（如：stimulus/stimuli）和希臘語（如：criterion/criteria）。  [9]
一些英語品種使用不同的方法來標記複數，其中許多屬於三種模式之一。首先，當另一個詞已經表明該名詞是複數時，複數語素可能不存在。例如，在剛剛離開的two girl子句中，某些品種的說話人不會在名詞girl上使用複數詞素，因為定語two已經將名詞短語標記為複數。從them派生出來的dem通常不使用複數語素，如dem book（rather than dem books）。這種複數標記方法出現在Gullah和加勒比海英語以及其他品種中。第二，複數語素可能在表示重量和計量的名詞短語中沒有，但在其他情況下沒有。因此，一些品種可能會產生像十英里（rather than ten miles）這樣的名詞短語，而在其他情況下仍然使用複數語素（例如：two girls）。在美國南部的某些農村英語品種中出現了這種重量和計量的複數標記方法。第三，不規則複數名詞可能被規範化，並使用-s語素。這可能發生在複數沒有其他標記的情況下（例如：sheeps為sheep），複數通常用-s以外的詞素標記（例如，oxes為ox），或者複數通常通過元音變異形成（例如，foots為腳）。在複數由元音變異標記的情況下，一些品種可能會對複數進行雙重標記（例如，foot為feets）。複數標記的規則化發生在一些英語中，包括非洲裔美國人英語。  [9]
傳統的語法認為，英語名詞也可以採取屬格結尾，如貓的爪子中的-'s。然而，受現代語言學啓發的語法學分析認為，這種結尾適用於整個名詞短語，而不是名詞本身。 [9]例如，在the cat with brown fur's paws這個短語中，佔有者是由整個名詞短語the cat with brown fur實現的，而不只是名詞fur。這種分析可以用括號里的符號來說明：
- [ NP [ NP the cat]’s paws]
- [ NP [ NP the cat with brown fur]’s paws]

#### 代名詞
那些無可爭議的代詞類型是人稱代詞、相對代詞、問句代詞和互換代詞。下表介紹了現代標準英語的代詞（關於其他方言的代詞，見英語代詞的主要文章）。名詞性語態通常用於主語（如：I went），指代語態用於賓語（如：Help me）。當主語和賓語是同一個人或幾個人時，反射詞通常是賓語。屬格用於擁有、屬於、來源、祖先等。獨立屬格通常單獨構成一個名詞短語（如：Mine works），而從屬屬格通常與它所依賴的頭名詞一起出現（如：[My copy] works。）
|                |                |                | 主格     | 賓格                   | 自反性     | 独立的 所有格              | 依赖 所有格                |
| -------------- | -------------- | -------------- | -------- | ---------------------- | ---------- | -------------------------- | -------------------------- |
| 第一人稱       | 單數           | 單數           | I        | me                     | myself     | mine                       | my                         |
| 第一人稱       | 複數           | 複數           | we       | us                     | ourselves  | ours                       | our                        |
| 第二人稱       | 單數           | 單數           | you      | you                    | yourself   | yours                      | your                       |
| 第二人稱       | 複數           | 複數           | you      | you                    | yourselves | yours                      | your                       |
| 第三人稱       | 單數           | 陽性           | he       | him                    | himself    | his                        | his                        |
| 第三人稱       | 單數           | 陰性           | she      | her                    | herself    | her                        | her                        |
| 第三人稱       | 單數           | 中性           | it       | it                     | itself     |                            | its                        |
| 第三人稱       | 單數           | 通性           | they     | them                   | themselves | theirs                     | their                      |
| 第三人稱       | 複數           | 複數           | they     | them                   | themselves | theirs                     | their                      |
| 不确定（通用） | 不确定（通用） | 不确定（通用） | one      | one                    | oneself    |                            | one’s                      |
| Wh-形式        | 相对的 ＆ 疑问 | 个人的         | who      | whom                   |            | whose†                     | whose                      |
| Wh-形式        | 相对的 ＆ 疑问 | 非个人         | what     | what                   |            |                            |                            |
| Wh-形式        | 相对的 ＆ 疑问 | 非个人         | which    | which                  |            |                            |                            |
| 互惠的         | 互惠的         | 互惠的         |          | each other one another |            | each other’s one another’s | each other’s one another’s |
| 假             | 假             | 假             | there it |                        |            |                            |                            |

†這僅限於疑問句（如：Whose in this？ )，而關係詞則不可（如： *This is Kim's, whose we forget ）。 

### 派生詞（針對普通名詞）
英語中最常見的名詞形成後綴是-tion、-ism、-ity和-ness。[17] 例如，動詞activate +-tion成為名詞activation。英語名詞還可以通過轉換（不改變，如run[動詞]→run[名詞]）和復合（把兩個詞基放在一起，如grand+mother→grandmother）來形成[18]。
還有許多前綴可以附在英語名詞上，以改變其含義。一小部分例子包括anti-、bi-、dis-、hyper-、mega-、non-、& re (例如：re- + vision → revision)[17]。

## 名詞和名詞片語的語義
英語名詞短語通常繼承了標題名詞的含義。除此之外，它們還可能具有許多其他的語義特徵，包括定義性、指稱性、特異性、數量、量化、性別和人稱。

### 言外之意與參照
英語名詞的原型是指代實體。一個表達式的指稱是其字面意思，例如單語詞典中列出的那些意思。[19] 例如，an apple指稱的事物之一是「由Malus domestica樹生產的一種常見的、圓形的水果，在溫帶氣候下栽培」。

英語名詞短語也可以指代實體。一個名詞短語是指稱的，如果它被用來挑選一個實體，這個實體是由名詞短語本身含義中固有的屬性以外的屬性來區分的。 [6] 例如，名詞短語his dog in Sam found his dog挑出了一個特定的實體（狗），該實體可通過狗的含義中未表達的屬性（如品種、顏色等）加以區分。
並非所有的名詞短語都指稱。事實上，某些種類的名詞短語本質上是非指稱的。這些包括否定的、疑問的和無意義的名詞短語以及名詞短語，其中一個或每個都起決定性作用。 [6]以下示例中帶下划線的名詞片語(NP)不是指：
1. 否定句：Nobody came.
2. 疑問句：Who likes ice cream?
3. 純粹的角色: She was elected president .
4. Either 用作限定詞：Either team might win the game.
5. Each用作限定詞：She interviewed each child in turn.
6. 假代詞：It’s raining.
7. 存在there：There’s a problem.

### 可數性和數量
普通名詞可分為可數名詞和不可數名詞。英語名詞通常同時具有可數和不可數意義，但對於一個特定的名詞，通常有一種意義佔主導地位。例如， apple通常是可數的（two apples），但它也有不可數的意義（例如，：this pie is full of apple ）。在討論不同類型的事物時，幾乎所有名詞都可以使用計數形式（例如，This shop carries many cheeses . = "many types of cheese"。[22] 
不可數名詞表示放在一起時仍然是同一事物的事物。比如我有行李，你再給我行李，我還是只有行李。可數名詞無法通過此測試：如果你有一個蘋果，而我給你更多的蘋果或更多的蘋果，你將不再只有一個蘋果。 
現代英語區分了單數和複數。 （古英語代詞也標示雙數。 ) 單數將名詞的指稱限制為奇點集。 [7]複數通常被認為表示不止一個， [8]但實際上，它把名詞的含義限制在非單數的集合上。也就是說，在英語中，複數名詞適用於所有實數表示的量，包括 0 和其他小於 1 的量，但恰好 ±1 除外。
特定名詞片語的語義數和語法數可能不匹配。例如，對於諸如committee之類的集體名詞，它表示由多個個體組成的單位， agreement 可以是單數，因為名詞在形態上是單數（例如， The committee has not yet comme to a decision ）或複數，因為它在語義上是複數（例如，委員會尚未做出決定）。 

### 性別與有生性
現代英語已經失去了古英語中存在的語法性別系統，雖然對於取而代之的是什麼存在一些分歧，但一般來說英語據說有一個「自然性別」系統，它只適用於代詞。 自然性别是指“男性和女性名詞與所指對象的生物學特徵之間存在明顯相關性」。 但這是否準確地描述了英國的性別體系是有爭議的。 
劍橋英語語法認為英語具有「弱語法化」的性別，它僅基於代詞一致。這個性別系統涉及兩個子系統：一個涉及人稱代詞he 、 she和it之間的區別，另一個涉及關係代詞who和which之間的區別。 在人稱代詞子系統中，名詞可以根據與這三個人稱代詞中的一個、兩個或三個兼容來分類。單性名詞和雙性名詞可以根據它們同意的特定代詞進行細分。這導致七類： 
- 單一性別陽性名詞（例如：男孩、繼子）
- 單一性別陰性名詞 （例如：男孩、繼子）
- 单一性别的中性名词（例如：arrival 、 beer ）
- 双性阳性/阴性名词（例如：演员、医生）
- 双性阳性/中性名词（例如：bull 、 brother ）
- 双性阴性/中性名词（例如：cow 、 sister 、 ship ）
- 三性名词（例如：baby 、 dog ）

這些類別並不同樣普遍。例如，單性中性名詞佔普通名詞的大部分，而雙性陽性/中性名詞僅佔雄性動物物種和某些可同時適用於人類和動物的親屬關係術語。 
在關係代詞子系統中，名詞可以根據是否與who或which一致來分類。與who一致的名詞稱為人稱（或有生命）名詞，而與who一致的名詞稱為非人稱（或無生命）名詞。  儘管非人稱名詞與中性名詞之間以及人稱名詞與陽性名詞和陰性名詞之間存在大量重疊，但重疊並不完美。例如，一艘船可以同意它或她中的任何一個，但只能同意which （而不是who ）。同樣， which可以作為he or she 的先行詞，例如there is a dog which attacks his/her owner 。 

## 名詞和名詞片語的語法
英語名詞的一些定義屬性是它們充當 NP 的中心詞，並且它們可以由限定詞指定並由前置形容詞短語修飾。英語 NP 的一個定義屬性是它們在子句級別的原型功能是主語、賓語和謂語補語。  

### 功能
英語名詞充當名詞的中心詞（參見下面的§內部結構），而名詞又主要充當名詞名詞的中心詞。 在從句級別，英語 NP 通常充當主語、賓語和謂語補語。 下表顯示了這些典型功能以及 NP 可以承擔的其他功能： 
| 功能             | 功能             | 功能             | 名詞類型                                    | 名詞類型              |
| 功能             | 功能             | 功能             | 普通名詞及專有名詞                          | 代名詞                |
| ---------------- | ---------------- | ---------------- | ------------------------------------------- | --------------------- |
| 補語             | 主語             | 主語             | Jess is here.                               | She is here.          |
| 補語             | 賓語             | 直接             | I have two pens.                            | I have them.          |
| 補語             | 賓語             | 間接             | He tells Jess a story.                      | He tells him a story. |
| 補語             | 謂語             | 主語相關         | This is my brother.                         | This is him.          |
| 補語             | 謂語             | 賓語相關         | They made her a manager.                    | Make it me.           |
| 補語             | 外置主語         | 外置主語         | It’s amazing the amount of money he spends. |                       |
| 名詞片語的限定詞 | 名詞片語的限定詞 | 名詞片語的限定詞 | the box’s top                               | its top               |
| 附加語           | 修飾詞語         | 修飾詞語         | Try again on Monday.                        | I did it myself.      |
| 附加語           | 補充             | 補充             | I met the host, a linguist.                 | I met the host, her.  |

名詞（參見下面的§Internal structure），也作為名詞前修飾語出現在名詞（例如：a two day conference）中。

### 內部結構
一個簡單的名詞短語，如some good ideas有一個中心名詞，一個排除任何限定詞（這裡是some ）的短語，而那個名詞又有一個中心名詞（這裡是ideas ）以及任何修飾語或補語。粗略地說，名詞包括定語之後的所有內容（類似於從句的動詞短語基本上包括主語之後的所有內容）。下面的樹顯示了一個 NP 的內部結構，它具有所有主要類型的依賴項：修飾語、決定語、預定語（這裡標記為一種修飾語）和補語。 （三角形是一種慣例，用於在不太相關時簡化短語內部結構的表示。 )

#### 限定詞
一個基本的英語 NP 分為一個可選的限定詞（通常是一個限定詞短語或一個屬格 NP）和一個中心名詞（例如，[ many ] [ good people ]）。在上圖中，決定因素是，標稱頭是比爾對鍛鍊的荒謬想法。限定詞，如果存在，總是在名詞之前，並由中心名詞許可。也就是說，它必須在數量和可數性上與中心名詞一致（例如， many people, * many person, some police, *a police ）。
儘管限定功能通常由限定短語實現，但它們也可以由其他短語實現。實現限定功能的名詞短語通常在所有格中（如：your interview ），但不需要（如：this size home ）。限定詞也可以通過介詞短語來實現，比如名詞片語中「up to a dozen up to dozen agencies」 。 

#### 前限定成分
在名詞片語中，但在名義之外，還有預定項，如上面的樹圖中的all所示。在這種情況下， all在名詞短語中具有指定作用而不是修飾作用，很像定語the ，但定語功能已經被填充。為了說明這些名詞短語，一些語法（例如Oxford Modern English Grammar和A Comprehensive Grammar of the English Language ）也承認預定詞（或預定詞）的功能。  其他語法對這些結構提供了不同的解釋。例如，劍橋英語語法將它們歸類為「預定修飾語」。 
與限定功能一樣，預定功能通常由限定短語實現。但是，它們也可以通過名詞短語（例如：three times the speed）和副詞短語（例如：twice the population）來實現。

#### 修飾詞語
在名詞內部，修飾語可分為前置中心詞（名詞前）和後置中心詞（名詞後）。形容詞短語是名詞的典型前置修飾語，如上面樹形圖中的荒謬示例。 形容詞類介詞短語也可以用作名詞的前置修飾語。例如，介詞短語under threat在名詞短語the under-threat postal service中起前置修飾語的作用。這些介詞短語的類似形容詞的性質表現在它們在寫作中傾向於使用連字符以及它們通常可以用形容詞短語來解釋的事實（比較瀕危的郵政服務）。 同樣，形容詞類從句可以用作名詞的前置修飾語。例如，在名詞短語pay-as-you-go SIM card中，pay -as-you-go從句起前置修飾語的作用。與類似形容詞的介詞一樣，這些從句在書面語中傾向於使用連字符。 
名詞的其他前綴修飾語包括名詞。例如，在Nirvana 的經典 90 年代早期專輯的名詞短語中，名詞性的90 年代早期修飾了名詞album 。名詞修飾語的地位可以通過解釋包含它的名詞短語來更清楚地說明： Nirvana's classic album from the early nitents, in which from the early nitents is more clearly a m. 動詞短語也可以用作名詞的前置修飾語。例如，動詞短語regularly dripping可以作為名詞短語a regularly dripping faucet 的前置修飾語。 dripping可以並且被方式副詞（ regularly ）修飾但不能被程度副詞（例如very ）修飾這一事實表明這些前置中心詞修飾語是動詞短語而不是形容詞短語，因為動詞通常可以被修飾方式而不是程度副詞，而形容詞通常可以被程度飾。 名詞的另一個前置中心詞修飾語是限定詞短語。例如，名詞短語這兩個圖像中的限定詞短語二起前置中心修飾語的作用。雖然出現在名詞之前的限定詞傾向於充當限定詞，但名詞短語只能包含一個限定詞，因此額外的限定詞短語必須具有其他功能。在這兩個圖像中，限定詞these填充了限定功能，因此附加的限定詞two必須改為作為前導修飾語進行分析。 一些語法將這些限定詞短語標記為後限定詞。 很少，副詞短語可以用作名詞的前置修飾語。例如，在名詞短語an almost victory中，副詞短語almost起前置修飾語的作用。 
關係從句，如Bill 在上面的樹狀圖中所展示的那樣，作為中心詞後修飾語很常見。介詞短語是另一種常見的後置中心詞修飾語。例如，在名詞短語an apple in a tree中，介詞短語in a tree起著後置中心詞修飾語的作用。形容詞短語也可以用作中心詞後修飾語。其中一些形容詞短語是簡化的關係從句，例如充滿氦氣的氣球（比較充滿氦氣的氣球）。其他的是後置肯定形容詞短語，例如attorney general 。名詞短語本身可以作為名詞短語中的中心詞後綴。例如，在名詞短語shoes that size中，名詞短語that size起到後置中心詞修飾語的作用。某些限定詞（即each 、 enough 、 less和more ）可以作為名詞短語的後置中心詞修飾語的中心限定詞短語，如限定詞短語each in three dollars each 。在極少數情況下，副詞短語可以用作後置中心詞修飾語，例如名詞短語some day soon中的副詞短語soon 。 
外部修飾符存在於名詞片語之內但在名義之外。這些修飾語通常是副詞短語，如上面樹圖中的even所示。 外部修飾語也可以通過介詞短語（例如：by far the greatest ally ）和名詞短語（例如：every bit a philosopher ）來實現。外部修飾語只能附加在名詞短語的開頭或結尾。當位於開頭時，它們出現在任何預定、決定或內部修飾符之前。 例如，在名詞短語even all their best songs中，外部修飾語 ( even ) 必須出現在預定語 ( all )、限定語 ( their ) 和內部修飾語 ( best ) 之前。一些外部修飾語可以在名詞短語的開頭和結尾之間自由移動。比如by far the greatest ally也可以寫成the greatest ally by far 。

#### 補語
名詞偶爾可以包括補語，由中心名詞許可的從屬。通常，這些是介詞短語或從句。此類介詞短語的中心詞通常是of ，如在我們審查您的申請或您收到信封時。在某些情況下，補語和名詞可以比作動詞和直接賓語對（我們審核了您的申請；您收到了信封）。在其他情況下，頭部不屬於，如上面樹圖中的about exercise所示。在名詞短語中充當補語的從句可以是有限的（意識到它很重要）或非有限的（要求他們這樣做）。與名詞的介詞短語補語一樣，某些名詞的從句補語可以與動詞補語對進行比較（他們意識到這很重要；有人要求他們這樣做）。 
名詞也可以用名詞短語來補充。不同尋常的是，這些名詞短語補語出現在中心名詞之前。例如，名詞短語kinesiology在較大的名詞短語a kinesiology student中用作前置補語。名詞短語的補語狀態可以通過解釋包含它的名詞短語來更清楚地說明： a student of kinesiology ，其中of kinesiology更清楚地是補語。 

### 名詞短語中元素的順序
劍橋英語語法提出了以下嚴格的名詞短語內元素順序：前中心外部修飾語（外圍修飾語和預定語）、限定詞、前中心內部修飾語、前中心補語、中心、後中心內部從屬, 和後中心詞外部修飾語（強調反身語和聚焦修飾語）。 [43]這些元素出現在下面的示例中：
| even       | all    | thr      | very happy     | linguistics | student | at the univeristy | themselves | too        |
| 外围修饰符 | 预定的 | 决定性的 | 前置内部修饰符 | 前置补码    | 头      | 后头内部依赖      | 反身强调   | 聚焦修饰符 |

這些排序約束被稱為嚴格的，因為違反它們會導致不合語法的名詞短語。例如，非常快樂的語言學學生不可能成為語言學非常快樂的學生。其他排序約束是不穩定的，這意味著它們反映了事物的一般順序，但可能會被違反而不會產生不合語法的短語。例如，指示年齡的前置中心詞內部修飾符通常出現在指示顏色的修飾符之前（例如the new blue tie ），但是由於各種原因可能會違反此順序而不會產生不合語法的短語（例如， The blue new tie is a possible回答問題你會戴哪條新領帶？ ).前中心內部修飾符和後中心內部依賴項受到不穩定的排序約束。 

#### 前置內部修飾符的順序
在英語語法的學術和通俗著作中，名詞前內部修飾語的順序受到了很多關注。許多提議的命令訴諸於語義類別。例如，劍橋英語語法為剩餘的前置修飾語提出了以下順序：評價性的（例如good ， annoying ），一般屬性（例如big ， cruel ），年齡（例如new ， ancient ），顏色（例如，黑色、深紅色）、來源（例如，法國、中國）、製造（例如，棉花、雕刻）、類型（例如，客機、男裝）。  opinion、size、age、shape、color、origin、material、purpose。 這些順序類似於 Charles Darling 分析的順序，它提供了以下順序：觀察、大小、形狀、年齡、顏色、產地、材料、限定符。 下表總結了這些命令：
| Cambridge | 評價性的 | 一般特性 | 一般特性 | 年齡 | 顏色 | 出處 | 產地 | 類型   |
| Darling   | 觀點     | 尺寸     | 形狀     | 年齡 | 顏色 | 起源 | 材料 | 修飾語 |
| Forsyth   | 觀察     | 尺寸     | 年齡     | 形狀 | 顏色 | 起源 | 材料 | 目的   |

這些排序約束正確地預測了名詞短語，例如一輛美麗的意大利老式旅行車，其中美麗是評價性的（或意見/觀察），舊的年齡，意大利語的起源（或出處），以及旅行的類型（或目的/限定詞）。然而，Mark Liberman 指出，這些排序約束可能會導致不正確的預測：醜陋是一種意見和大尺寸，但語料庫數據顯示大醜陋比醜陋大更常見。利伯曼還指出，這些訂單未能說明類別內的強烈偏好。例如， long和tall都是尺寸，但long tall通常比tall long更受歡迎。 
Stefanie Wulff 總結並評估了預測英語名詞短語中前綴修飾語順序的各種其他因素。從語音的角度來看，較短的修飾語通常出現在較長的修飾語之前，其他條件相同。比如智能長本一般比智能長本更受青睞。從語義的角度來看，事物的內在特性越多，越接近名詞。例如，實心不鏽鋼通常優於不鏽鋼實心鋼，因為不鏽鋼的不鏽性比實心鋼的堅固性更固有。同樣從語義的角度來看，「不太依賴比較的修飾語放在更靠近中心名詞的地方」。例如，文件的紅色可以在不與另一個文件比較的情況下確定，但是文件的小只能通過與另一個文件的比較來確定。因此，紅色小銼刀通常比紅色小銼刀更可取。從實用的角度來看，“在名詞出現時最容易記住」的修飾語往往出現在離名詞較近的地方。例如， blonde往往比nice更接近頭髮，所以nice blonde hair比blonde nice hair更有可能。同樣從實用的角度來看，更頻繁使用的修飾符往往出現在不那麼頻繁使用的修飾符之前。例如， big是一個比cold更常用的詞，所以我們會期望一個 big cold lake 而不是一個 cold big lake 。 
一些語法為英語名詞短語中的前置中心詞修飾符提出了多個「區域」。例如，英語綜合語法提出了四個「預修飾區」。前中心區域由不可分級的形容詞填充，尤其是諸如major和numerous之類的增強詞。中心區域由最典型的形容詞組成，即可以接受強化詞和比較級並且也可以出現在謂語位置的形容詞。在這個中心區域內，評價性形容詞通常首先出現，其餘的通常順序是非派生形容詞，然後是動詞派生形容詞，最後是名詞派生形容詞。後中心區包括分詞和顏色項。前置中心區包括表示出處的形容詞、具有「與（名詞）有關」之意的形容詞（如年度和政治）和名詞。 [33]劍橋英語語法提出了兩個區域：早期前置中心修飾語和殘餘前置前置修飾語。早期的前置中心詞修飾語包括基數和序數數字（例如two 、 second ）、最高級形容詞（例如largest 、 younest ）和主要形容詞（例如key 、 primary ）。剩餘前置前置修飾符包括所有其他前置前置內部修飾符。 

#### 後首內眷順序
「後中心內依」這一範疇包括後中心修飾語和補語。儘管修飾語往往不會出現在補語和中心詞之間，但劍橋英語語法並未將這種趨勢描述為嚴格的排序約束，因為順序也受到成分權重的影響，較輕的依賴項通常出現在較重的依賴項之前. [29]例如，在名詞短語the rumor in the city that Minakshi had decreed that no white women could live long within sight of her temple 中，修飾符in the city將主要謠言與補充語minakshi had decreed that no white woman 分開能在她的太陽穴視線範圍內長壽，因為補語相對重而修飾語相對輕。

## 名詞與其他詞彙類別

### 形容詞
在英語中，名詞（nouns）和形容詞（adjectives)通常可以用它們的語法特徵來區分：原型名詞（Prototypical nouns）可以透過變化調整來表示數字，而形容詞則不可以。原型形容詞（Prototypical adjectives）可以透過變化調整來顯示程度和比較，而名詞則不可。原型名詞片語（Prototypical nouns head phrases）可作主語（subject）、直接賓語（direct object）和間接賓語（indirect object）使用，而原型形容詞片語（prototypical adjectives head phrases）則可被用作名詞的前置中心修飾語和主語相關的補語。原型形容詞可以被very（非常）修飾，而名詞不能。名詞可以作為包含限定詞（determinatives）和預限定詞（predeterminative）的前置（head phrases)，而形容詞不能。  下表總結了其中的一些特徵：
|                  | 名詞                     | 形容詞                             |
| ---------------- | ------------------------ | ---------------------------------- |
| 拐点             | 数字（复数-s ）          | 比较级 ( -er )，最高级 ( -est )    |
| 典型功能         | 主語、直接賓語、間接賓語 | 名词前置中心词修饰语，主语相关补语 |
| 典型的前置修饰符 | 形容詞片語               | 副詞片語                           |
| 出现决定因素     | 包含限定词的中心短语     | 不要将包含限定词的短语放在首位     |

例如在名詞片語「the boy actor」中，「boy」這個字並不能夠完全被歸類為名詞或形容詞。 比起名詞，」Boy」更接近形容詞的理由：它被作為名詞的前置修飾語使用，這是一個典型地由形容詞片語填充的功能，而且在這個位置，它不能被複數化（* the boys actor ）。然而，我們也可以說 「boy」比起形容詞更接近名詞，因為它不能像一般形容詞般被very所修飾 (* the very boy actor ) ，它也不能與被形容的名詞分開 (*如 the boy talented actor)。此外，由於boy不能作為與主語相關的謂語補語單獨出現（* the actor is boy ），這使它更接近一個名詞。  劍橋英語語法（The Cambridge Grammar of the English Language）將像」boy」這樣的字詞歸類為名詞。  相似地， John Robert Ross亦把它歸類為「形容詞名詞」（adjectival noun），即具有某些形容詞性質的名詞。 
顏色詞也表現出名詞和形容詞的特徵。在許多情況下，可以清楚地識別這些術語的類別。例如，用作主語（藍色代表希望）或補語（我最喜歡的顏色是藍色）的顏色詞似乎是典型的名詞，而定語出現的顏色詞（藍光）似乎是典型的形容詞。 同樣，標記為複數（他的畫中的藍色）的顏色詞似乎是名詞，而標記為比較級（更藍）或最高級（最藍）的顏色詞似乎是形容詞。然而，James D. McCawley 注意到一個案例，其中顏色詞似乎同時具有名詞和形容詞的特徵：深藍色領帶。在這種情況下， blue的修飾語是形容詞 ( deep ) 而不是副詞 ( deeply )，這表明顏色詞是一個名詞。不過它的作用好像和blue light中的blue一樣，是一個形容詞。  Bas Aarts 指出，可以通過將deep blue等短語視為形容詞-形容詞復合詞來避免這種明顯的雙重分類。 
像幸運者中的幸運者不需要節食這樣的短語也提出了挑戰。在這種情況下，像lucky這樣的詞具有名詞的典型特徵；具體來說，它們似乎是 (1) 包含限定詞和 (2) 具有名詞短語原型功能（例如本例中的主語）的中心短語。但是，這些詞也具有形容詞的特徵。例如，它們可以被very （非常幸運的人不需要節食）修飾，並與通常只能附加在形容詞上的語素組合，例如un- （不幸的人必須節食）。使事情進一步複雜化的是，他們可以將形容詞（ the ostentatious rich ）或副詞（t he completely innocent ）用作前置修飾語。  Aarts 認為，最好將此類短語作為名詞短語進行分析，並以空元素作為中心詞，從而得出如下分析：[ NP the [ AP completely Adv innocent Adj ] ∅ N ]。 劍橋英語語法提供了類似的分析，將這些情況下的lucky和innocent等詞稱為「融合修飾詞」。 換句話說，他們把這些詞當作形容詞，與未表達的頭腦融合在一起。

### 動詞
在英語中，名詞和動詞通常可以根據它們的語法特徵來區分：原型名詞可以屈折表示數字，而動詞則不能。動詞可以採用名詞不能採用的各種屈折詞尾，例如現在分詞形式的-ing後綴。名詞通常以介詞短語和從句作為補語，而動詞通常以名詞短語和從句作為補語。典型的名詞前置修飾語是形容詞短語，而典型的動詞前置修飾語是副詞短語。名詞可以引導包含限定詞和預限定詞的短語，而動詞不能。  下表總結了其中一些特徵：
|                  | 名詞                     | 動詞                                            |
| ---------------- | ------------------------ | ----------------------------------------------- |
| 拐点             | 数字（复数-s ）          | 时态（ -s 、 -ed ）、分词（ -ing 、 -ed或-en ） |
| 典型功能         | 主语、直接宾语、间接宾语 | 预言者                                          |
| 典型互补         | 介词短语，从句           | 名词短语，从句                                  |
| 典型的前置修饰符 | 形容词短语               | 副词短语                                        |
| 出现决定因素     | 包含限定词的中心短语     | 不要将包含限定词的短语放在首位                  |

某些源自名詞的詞，特別是那些以-ing結尾的詞（例如painting ），可以共享名詞和動詞的特徵。 A Comprehensive Grammar of the English Language說明瞭從動詞名詞到現在分詞形式的動詞的梯度，前面的例子表現得更像名詞，後面的例子表現得更像動詞： 
1. some paintings of Brown’s
2. Brown’s paintings of his daughter
3. The painting of Brown is as skilful as that of Gainsborough.
4. Brown’s deft painting of his daughter is a delight to watch.
5. Brown’s deftly painting his daughter is a delight to watch.
6. I dislike Brown’s painting his daughter.
7. I dislike Brown painting his daughter (when she ought to be at school).
8. I watched Brown painting his daughter.
9. Brown deftly painting his daughter is a delight to watch.
10. Painting his daughter, Brown noticed that his hand was shaking.
11. Brown painting his daughter that day, I decided to go for a walk.
12. The man painting the girl is Brown.
13. The silently painting man is Brown.
14. Brown is painting his daughter.

[1]-[4] 中的繪畫是明確的名詞。 [1] 和 [2] 中的繪畫具有與名詞相關的複數-s語素以及包含限定詞的中心詞組（即some和Brown's ），這一特徵也在 [3]-[5] 中觀察到。 [4]中的繪畫也被一個形容詞短語（ deft ）修飾，進一步表明它是一個名詞。 同時，[10]-[14] 中的繪畫無疑是動詞。其中，除 [13] 外，其他都採用後置名詞短語補語，這是動詞而非名詞的特徵。雖然 [13] 中的繪畫沒有採用名詞短語補語，但它被副詞短語 ( silently ) 修飾，這是動詞的典型特徵，也出現在 [5] 和 [9] 中。麻煩的案例是[5]-[9]中的繪畫s所代表的案例，它展示了名詞和動詞的特徵。這些通常被稱為動名詞（儘管術語可能有所不同）。 [5]-[9] 中的painting s 是類名詞，因為它們是充當直接賓語主語或主語的短語中心詞。 [5] 和 [6] 中的painting s 更像名詞，因為它們與限定詞Brown's一起出現。然而，[5]-[9]中的繪畫s也是類動詞，因為它們採用了後置名詞短語補語。 [9]中的繪畫更像動詞，因為它被副詞短語deftly修飾。 
語言學家為英語動名詞提供了多種說法。 [38]例如，Geoffrey K. Pullum 和 James P. Blevins 都認為動名詞是帶有動詞短語中心詞的名詞短語。  其他語言學家，如理查德哈德森，認為動名詞既是動詞又是名詞。 然而其他人，如 Bas Aarts，認為動名詞往往出現在與名詞短語相同的地方（如主語、直接賓語等）這一事實不足以支持它們出現在名詞短語中，而是將它們視為作為碰巧處於非規範位置的動詞。 

### 副詞
英語中名詞和副詞之間通常很少混淆，因為它們所採用的屈折形態沒有重疊（ -s代表名詞， -er和-est代表副詞）並且它們往往與不同種類的詞同時出現（例如，名詞可以作為包含限定詞的短語的中心詞，而副詞則不能）。此外，名詞和副詞往往以不同的原型功能作為中心短語：名詞短語通常充當主語、直接賓語和間接賓語，而副詞短語通常充當附加語。  
|              | 名詞                     | 副詞                            |
| ------------ | ------------------------ | ------------------------------- |
| 拐点         | 数字（复数-s ）          | 比較級 ( -er )，最高級 ( -est ) |
| 典型功能     | 主语、直接宾语、间接宾语 | 附件                            |
| 出现决定因素 | 包含限定词的中心短语     | 不要将包含限定词的短语放在首位  |

儘管名詞和副詞的形式和分布沒有重疊，但一些語言學家建議在特定類別的名詞和副詞之間使用梯度。例如，Barbara MH Strang 指出，昨天和今天這樣的詞同時具有名詞和副詞的特徵。它們是名詞，因為它們可以佔據典型的名詞短語位置和中心所有格名詞短語（例如：昨天的新聞），但與原型名詞不同的是，它們不能成為複數，並且中心短語不包含限定詞。 Bas Aarts 指出，這個論點實際上並沒有斷言任何類似副詞的屬性，而只是缺乏名詞的某些屬性，這表明像昨天和今天這樣的詞是名詞，儘管不如某些名詞那麼典型。 

### 限定詞
英語中名詞和限定詞之間通常很少混淆，但某些詞，即you和we ，在某些結構中共享代詞和限定詞的特徵，因為we students know the truth 。這些詞類似於代詞，因為它們顯示格對比（比較我們的學生），這是現代英語中代詞而非限定詞的典型特徵。 因為它們在這方面類似於代詞，Evelyne Delorme 和 Ray C. Dougherty 將像我們這樣的詞視為代詞，與它們後面的名詞短語同位，這是Merriam-Webster 英語用法詞典也遵循的分析。   Richard Hudson和 Mariangela Spinillo 也將這些詞歸類為代詞，但並未假定代詞與名詞短語的其餘部分之間存在同位關係。  
然而，另外兩個特徵使這些詞更像限定詞而不是名詞。首先，他們的詞首位置（ we students ）是典型的限定詞（ the students ）。其次，他們不能與其他限定詞（* the we students ）組合，這表明他們扮演相同的角色。 這些特徵導致 Ray Jackendoff 和 Steven Paul Abney 等語言學家將we和you的此類用法歸類為限定詞。  劍橋英語語法將我們和你的這種用法類似地歸類為「擴展的、次要的用法」，其中以代詞開頭的單詞被重新分析為限定詞。